# Bệnh Creutzfeldt-Jakob
Bệnh Creutzfeldt-Jakob (CJD), còn được gọi là bệnh não xốp bán cấp hoặc bệnh rối loạn nhận thức thần kinh do prion, là một rối loạn thoái hóa não gây tử vong. Các triệu chứng ban đầu bao gồm các vấn đề về trí nhớ, thay đổi hành vi, phối hợp vận động kém và rối loạn thị giác. Các triệu chứng sau đó bao gồm mất trí nhớ, cử động không tự chủ, mù, suy nhược và hôn mê. Khoảng 70% số người bệnh chết trong vòng một năm sau khi được chẩn đoán. Tên bệnh Creutzfeldt – Jakob được đặt ra bởi Walther Spielmeyer vào năm 1922, theo tên của các nhà thần kinh học người Đức Hans Gerhard Creutzfeldt và Alfons Maria Jakob
CJD là do một loại protein bất thường được gọi là prion gây ra. Các prion truyền nhiễm là các protein bị biến dạng có thể khiến các protein thường bị biến dạng theo Khoảng 85% các trường hợp của CJD xảy ra vì những lý do không rõ, trong khi khoảng 7,5% các trường hợp là do di truyền từ cha mẹ Tiếp xúc với mô não hoặc tủy sống của người bệnh cũng có thể dẫn đến lây bệnh. Không có bằng chứng cho thấy CJD thể lẻ tẻ có thể lây lan giữa mọi người qua tiếp xúc thông thường hoặc truyền máu, mặc dù điều này có thể xảy ra ở biến thể khác của bệnh này. Chẩn đoán bao gồm việc loại trừ các nguyên nhân tiềm ẩn khác. Chụp điện não đồ, chích cột sống, hoặc chụp ảnh cộng hưởng từ có thể hỗ trợ việc chẩn đoán.
Hiện nay không có cách điều trị cụ thể cho CJD. Thuốc có thể được dùng để giảm đau, trong khi clonazepam hoặc natri valproate có thể giúp giảm các cử động không tự chủ CJD ảnh hưởng đến khoảng một phần triệu người mỗi năm. Khởi phát thường xảy ra vào khoảng 60 tuổi. Căn bệnh này được mô tả lần đầu tiên vào năm 1920. Nó được phân loại là một loại bệnh não xốp có thể truyền nhiễm. CJD do di truyền chiếm khoảng 10% các trường hợp bệnh CJD thể lẻ tẻ khác với bệnh não xốp ở bò (bệnh bò điên) và các biến thể khác của bệnh Creutzfeldt – Jakob (vCJD).